# イルネリウス

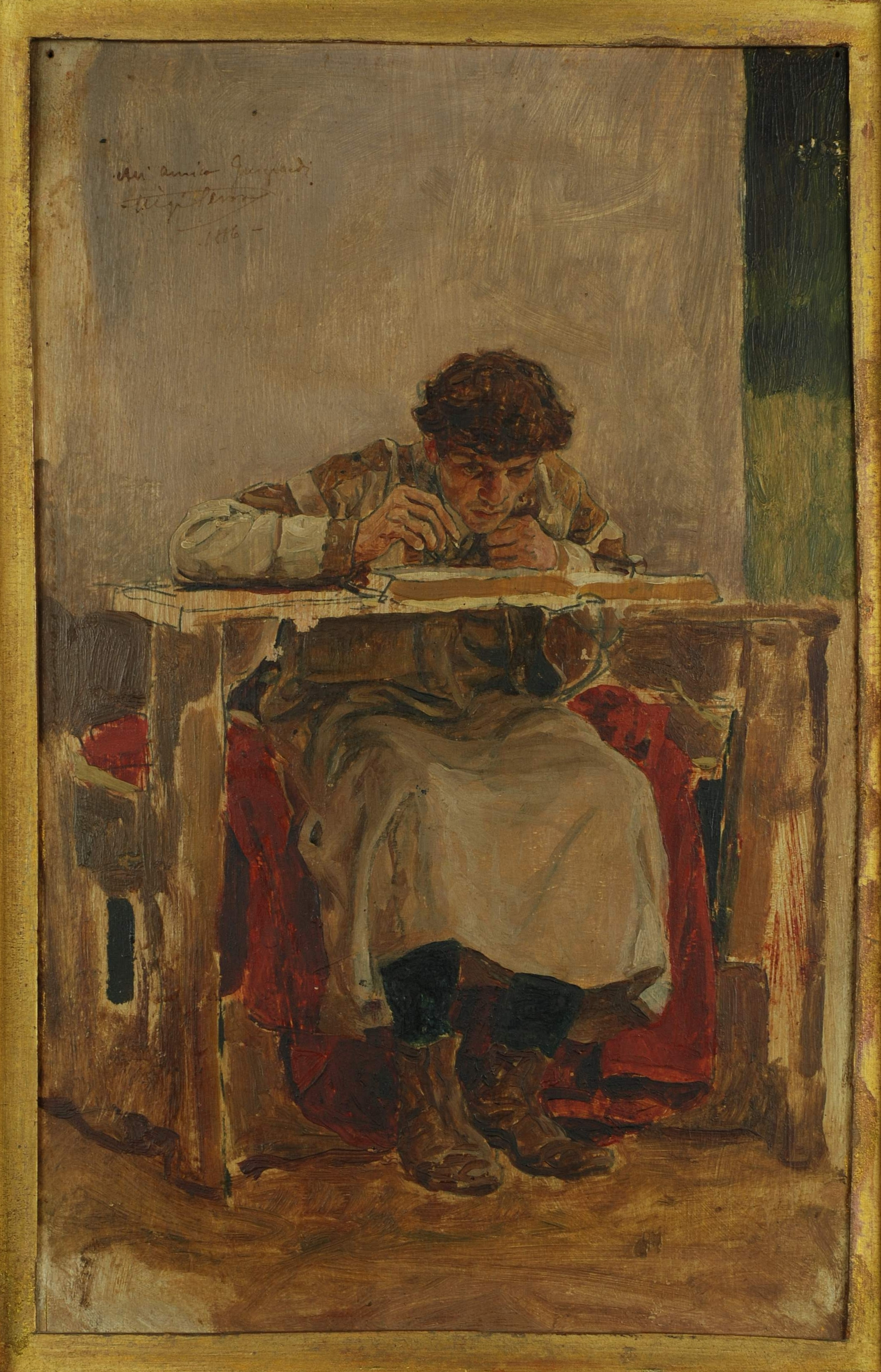
イルネリウス

イルネリウス（羅: Irnerius、1055年？ - 1130年？）は、イタリア、ボローニャの法学校で法学を講義した法学者で註釈学派の開祖。ヴェネリウス（独: Wenerius）という名前のドイツ人であったとの説もあるが、はっきりしない。

## 人物
もともとは文芸教師であった。1112年から1125年まで14年足らずの間に神聖ローマ皇帝ハインリヒ5世に仕えたとされる。その後ボローニャの法学校で法学を講義する。法実務と切り離された学問としての法学を確立した人物である。当時法学は人の行動に関わることから倫理学の一分野であると理解されていたが、論理学の一分野であるとして、イタリアで再発見された学説彙纂の写本の難解な用語をスコラ学を応用して研究し、写本の行間に注釈を書いたり、欄外に注釈を書いたりした。彼が研究をしていたボローニャに自然と学生が集まり、ギルドを作ったことが近代的な大学の発展に繋がっていった。弟子に、四博士と呼ばれるブルガールス・デ・ブルガリニス、マルティーヌス・ゴシア、ヤコブス、フーゴがいる。後世「法の光」と呼ばれた。